# Аноа
Аноа́, або буйвіл малий (Anoa) — підрід диких азійських парнокопитних роду Буйвіл (Bubalus) родини Бичачих. У сучасній фауні існують два види — гірський аноа (Bubalus quarlesi) та рівнинний аноа (Bubalus depressicornis).
Обидва мешкають у щільних незайманих лісах, своїм виглядом і способом життя практично повністю відтворюють азійського водяного буйвола (Bubalus bubalis), але набагато меншого розміру. Вага обох видів аноа становить 150—300 кілограмів, вони завдовжки близько 1,8 метра, заввишки в холці — близько одного метра. Роги приблизно тригранні, прямі, обернуті назад, забарвлення тіла темно-буре; на голові, шиї і ногах світлі мітки. З двох видів рівнинний аноа в середньому трохи менший, і, таким чином, є найменшим биком у світі.

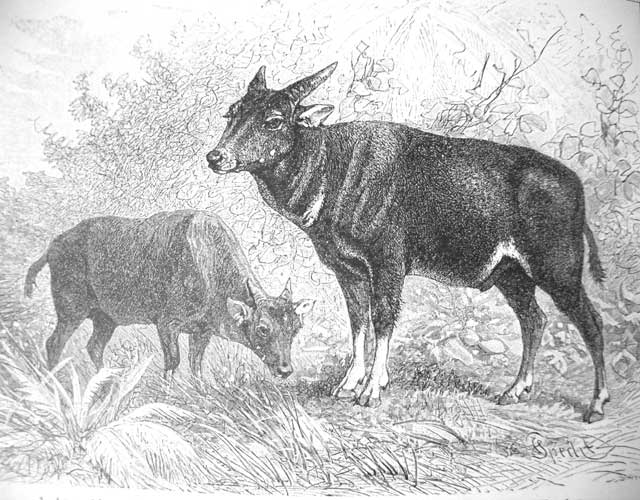
Рівнинні аноа (малюнок кінця XIX ст.)

Обидва види знайдені на острові Сулавесі (Індонезія); гірський аноа також мешкає на о. Бутунг. Аноа живуть поодинці або парами, збираючись у невеликі стада лише перед тим, як самиці мають народити телят. Щороку самиця аноа народжує одне теля.
Обидва види аноа визначили як такі, що перебувають під загрозою, ще в 60-ті роки ХХ сторіччя, і дика популяція далі зменшується; на 2007 рік, за оцінками індонезійських науковців, у природі налічувалось близько 5000 тварин кожного виду. Основними причинами зниження чисельності є полювання (найсерйозніший фактор) задля добування рогів і м'яса, що до неї вдаються аборигени (до появи вогнепальної зброї вони на аноа практично не полювали), й втрата придатного для життя середовища через вирубку лісів і розорювання рівнинних ділянок. Аноа майже непридатні для приручення, але утримуються в багатьох зоопарках.
Аноа вважаються одним з найпримітивніших биків, реліктом пізньо-неогенової фауни; найближчими їхніми родичами, окрім сучасного індійського (водяного) буйвола, вважаються кілька видів відносно нещодавно зниклих буйволів, чиї викопні рештки знайдено на півночі Індії (гори Сівалік).